# Artemia salina
A Artemia salina é uma espécie de crustáceo capaz de viver em ambientes extremamente secos.
As artemias salinas habitam salinas na natureza, tendo uma ampla faixa de salinidade, vivendo em águas com salinidades de 5 até 280 
Os adultos de Artemia possuem um corpo alongado e segmentado. As artemias apresentam um marcado dimorfismo sexual, sendo que as fêmeas são sempre maiores que os machos. O corpo divide-se em cabeça, tórax e abdômen. Na cabeça encontramos um par de olhos compostos pedunculados e as antenas, que no caso dos machos adotam um tamanho significativo, indispensável para o processo pré-copulativo (riding position). 